# Odontobatrachus
Odontobatrachus é um género de anfíbios da família Odontobatrachidae. Está distribuído por Serra Leoa, Libéria, Guiné e Costa do Marfim.

## Espécies
- Odontobatrachus arndti Barej, Schmitz, Penner, Doumbia, Sandberger-Loua, Emmrich, Adeba, and Rödel, 2015
- Odontobatrachus fouta Barej, Schmitz, Penner, Doumbia, Brede, Hillers, and Rödel, 2015
- Odontobatrachus natator (Boulenger, 1905)
- Odontobatrachus smithi Barej, Schmitz, Penner, Doumbia, Sandberger-Loua, Hirschfeld, Brede, Emmrich, Kouamé, Hillers, Gonwouo, Nopper, Adeba, Bangoura, Gage, Anderson, and Rödel, 2015
- Odontobatrachus ziama Barej, Schmitz, Penner, Doumbia, Hirschfeld, Brede, Bangoura, and Rödel, 2015